# Emily Stowe
Emily Howard Jennings Stowe (Norwich, 1 de mayo de 1831 - 29 de abril de 1903) fue la primera médica en Canadá y activista por los derechos de la mujer y el sufragio. Stowe ayudó a fundar el movimiento del sufragio de las mujeres en Canadá e hizo campaña para la primera escuela de medicina del país para las mujeres.

## Primeros años
Emily Howard Jennings Stowe nació en Norwich, condado de Oxford, Ontario de Hannah Howard y Solomon Jennings. Mientras que Solomon era metodista, Hannah levantó a Stowe y sus cinco hermanas como la quakers. Siguiendo la tradición de la Sociedad de Amigos, los padres de Stowe la animaron a obtener una educación; la enviaron a una escuela cuáquera coeducacional en Providence.
Después de enseñar en las escuelas locales durante siete años, la lucha pública de Stowe para lograr la igualdad para las mujeres comenzó en 1852, cuando solicitó la admisión en la universidad de Victoria, Cobourg, Ontario. Rechazada por el hecho de que ella era una mujer, aplica a la Escuela Normal Superior de Canadá, que Egerton Ryerson había fundado recientemente en Toronto. Entró en noviembre de 1853 y se graduó con honores de primera clase en 1854. Contratada como directora de una escuela pública en Brantford, fue la primera mujer en ser directora de una escuela pública en el Alto Canadá. Enseñó hasta su matrimonio en 1856.
Se casó con John Fiuscia Michael Heward Stowe en 1856. En los próximos siete años tuvo tres hijos: dos varones y una mujer. Poco después del nacimiento de su tercer hijo, su marido desarrolló la tuberculosis, que la llevó a tomar un renovado interés en la medicina. Con experiencia con las hierbas medicinales y la medicina homeopática desde la década de 1840, Emily Howard Stowe dejó la enseñanza y decidió convertirse en médica.

## Carrera en la medicina

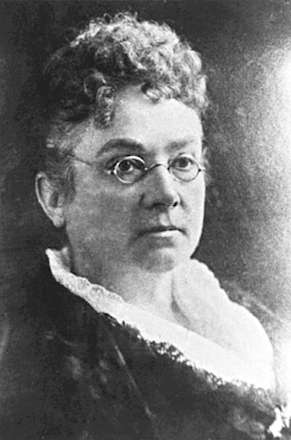
Fotografía de Emily Stowe.

A Stowe le denegaron la entrada en el Toronto School of Medicine en 1865 el vicepresidente le dijo, "Las puertas de la Universidad no están abiertas a las mujeres y confío en que nunca estarán." No pudiendo estudiar medicina en Canadá, Emily Stowe obtuvo su título en los Estados Unidos en el Colegio de Medicina homeopática de Nueva York para la Mujer en 1867. Ese mismo año, regresó a Canadá y abrió una práctica médica en Toronto, en la calle Richmond. Stowe obtuvo cierta prominencia local a través de conferencias públicas sobre la salud de la mujer y mantuvo una clientela fija a través de anuncios en periódicos.
En 1870, el presidente de la Escuela de Medicina de Toronto otorgó un permiso especial para Stowe y compañera de estudio Jennie Kidd Trout para asistir a clases, un requisito para los médicos con licencia extranjera. Frente a la hostilidad tanto de los profesores y estudiantes de sexo masculino, Stowe se negó a tomar los exámenes orales y escritos y salió de la escuela.
El Colegio de Médicos y Cirujanos de Ontario concedió una licencia a Stowe para practicar la medicina el 16 de julio de 1880, en base de su experiencia con la medicina homeopática desde 1850. Esta licencia hizo a Stowe la segunda mujer médica con licencia en Canadá, después de Trout.
Su hija, Augusta Stowe-Gullen, fue la primera mujer en obtener un título de médica en Canadá.

## Derechos de las mujeres
Mientras estudiaba medicina en Nueva York, Stowe se reunió con Susan B. Anthony y fue testigo de las divisiones dentro del movimiento del sufragio de las mujeres estadounidenses. Stowe también asistió a la reunión del club de mujeres en Cleveland, Ohio. Stowe adoptó una estrategia gradualista, que trajo de nuevo a su trabajo en Canadá.
En 1876, Stowe fundó el Toronto Women's Literary Club, en 1883 lo renombró como Canadian Women's Suffrage Association. Esto ha llevado a algunos a considerar a Stowe la madre del movimiento por el sufragio en Canadá. El Club Literario hizo campaña para mejorar las condiciones de trabajo para las mujeres y presionó a las escuelas en Toronto para aceptar a las mujeres en la educación superior. En 1883, una reunión pública de la asociación del sufragio condujo a la creación de la Facultad de Medicina de la Mujer de Ontario. Cuando la Dominion Women's Enfranchisement Association fue fundada en 1889, Stowe se convirtió en su primera presidenta y permaneció como presidenta hasta su muerte.
Como ocurre con muchas sufragistas, existía una tensión entre el compromiso de Stowe con sus compañeras y la lealtad de clase. En un episodio que pueda demostrar el predominio de este último, Stowe rompió el vínculo de la confidencialidad médico-paciente mediante la divulgación de la solicitud de aborto a un paciente, Sara Ann Lovell, del servicio doméstico, pedido por su empleador. Stowe, sin embargo, criticó fuertemente el programa económico Política Nacional en 1892. Se cree que no ayudaría a la clase trabajadora y era en cambio un trato corrupto en nombre de grandes empresas.
Después de romperse la cadera en el World's Congress of Representative Women de 1893, Stowe se retiró de la medicina. En 1896, Emily y su hija Augusta participaron en una "simulación parlamentaria," donde las mujeres consideraron una petición de una delegación de sexo masculino por el derecho a voto. Stowe, como la fiscal general, utilizó los mismos argumentos que el Parlamento canadiense había nivelado contra sufragistas femeninas y negaron la petición. Stowe murió en 1903, catorce años antes que a las mujeres canadienses se les concediera el derecho al voto.

## Legado
Las escuelas primarias públicas en su ciudad natal de Norwich, New Jersey (Emily Stowe Public School), así como Courtice, Ontario llevan su nombre.